# スパイク (ゲーム会社)
株式会社スパイク（英: Spike Co., Ltd.）は、かつて存在した日本のゲーム会社。株式会社ゲームズアリーナの子会社であった。以前は映画のDVDやVHSソフトの販売も行っていた。

## 沿革

### 旧・株式会社スパイク
- 1989年（平成元年）12月 - 出版事業を目的として有限会社みずきを設立。
- 1991年（平成3年）10月 - 組織変更し、株式会社みずきとなる。
- 1994年（平成6年）
  - 9月 - 株式会社みずきを存続会社として株式会社みずき出版、株式会社みずきプロデューシング、株式会社みずきメディアシステムを吸収合併し、マルチメディア事業に加えて出版事業を開始する。
  - 11月 - パソコン用ゲーム『クレッセント殺人事件』シリーズ3作品を発売。
  - 12月 - パソコン用教育ソフト『ウルトラマンとえいごであそぼう』発売。
- 1996年（平成8年） - 転換社債の株式転換により株式会社CSKの子会社化となる。
- 1997年（平成9年）
  - 4月 - 社名を株式会社スパイクに変更。
  - 4月 - 株式会社ゲオと販売業務提携。
  - 5月 - Windows 95用ゲームソフト『バスフィッシャーマン』発売。
  - 12月 - セガサターン用音楽ゲームソフト『DJウォーズ』発売。
- 1998年（平成11年）3月 - インフォグラム開発のPlayStation用ゲームソフト『V-Rally』を日本語ローカライズして発売。
- 1999年（平成11年）
  - 3月 - 株式会社アスペクトに出版事業を営業譲渡。
  - 4月 - サミー株式会社を割当先とする第三者割当増資を実施し、同社の子会社となる。
  - 11月 - 経営が悪化し倒産したヒューマン株式会社の開発部門の受け皿として100%子会社としてヴァイル株式会社を設立。
- 2000年（平成12年）
  - 6月 - 映像ソフト『UFC-J2000.4.14 国立代々木競技場第2体育館』を発売[1]。
  - 8月 - 携帯電話（i-mode）向けコンテンツ『あなたのお値段』をサービス開始。
- 2001年（平成13年）7月 - ヴァイル株式会社を吸収合併[2]。
- 2002年（平成14年）12月 - 株式会社ゲオの100%子会社となる[3]。
- 2005年（平成17年）11月 - 株式会社スパイキーに商号変更。当社のゲーム事業およびラリーDVD販売事業を会社分割し、完全子会社である株式会社スパイク（新社）を新設（店舗販促展開に必要な一部インターネット・モバイルコンテンツ事業は継続）。株式会社スパイク（新社）の80%の株式を株式会社ドワンゴに売却[4]。
- 2006年（平成18年）3月 - 株式会社クロスナイン（のちのスパイキー）と事業交換を行い、卸売事業の株式会社クロスナインに商号変更[5]。
- 2007年（平成19年）
  - 4月 - 株式会社ゲオグローバル（旧・日本ブロックバスター）の会社分割により、東京・千葉・神奈川のゲオショップ運営事業を継承[6]。
  - 10月 - 株式会社ゲオナインに商号変更[7]。
- 2010年（平成22年）10月 - 株式会社ゲオ（現・ゲオホールディングス）に吸収合併し解散[8]。

### 新・株式会社スパイク
- 2005年（平成17年）11月 - 株式会社スパイキーの会社分割により、ゲーム事業およびラリーDVD販売事業を継承した子会社株式会社スパイクとして設立。株式の80%を株式会社ドワンゴが取得し、同社の子会社となる。
- 2005年（平成17年）11月 - 株式移転により、株式会社チュンソフトと共同で完全親会社である株式会社ゲームズアリーナを設立。
- 2012年（平成24年）4月1日 - チュンソフトに吸収合併され解散。

以降はスパイク・チュンソフトを参照。

## ゲームソフト部門
『侍』シリーズやヒューマンのゲームソフトの版権を引き継いだものが看板タイトルだった。ヒューマンから引き継いだタイトルには『ファイヤープロレスリング』シリーズや『トワイライトシンドローム』シリーズ、『爆走デコトラ伝説』シリーズなどがある。『喧嘩番長』シリーズや『トワイライトシンドローム』は実写作品としてビデオ化された。
2000年代にはRPG、脳トレゲーム、低年齢向けのキャラクターゲームなど、幅広いジャンルのソフトを発表していた。テレビ番組『脳内エステ IQサプリ』をゲーム化した。
また、『Prey』（Xbox 360/Windows）や『The Elder Scrolls IV: Oblivion』（Xbox 360/PlayStation 3/Windows）（ローカライズを担当した高橋徹も含めてベセスダ日本支社ゼニマックスアジアに移管）、『Hitman: Blood Money』（Xbox 360）などの海外製ソフト群を積極的にローカライズしている。スクウェア・エニックスに買収される前のアイドス社作品のローカライズも担当していた。
一方、『Cardinal Syn』（PlayStation）という海外製の対戦型格闘ゲームを国内ローカライズしようとしていたが、残酷な描写があるため発売中止に追い込まれた。また、『HEART OF DARKNESS』（PlayStation。Windows版はサミー・スパイク・東芝EMIの共同で発売された。）や、『Robert Ludlum's The Bourne Conspiracy』（PlayStation 3/Xbox 360）なども国内ローカライズしようとしていたが発売中止となっている。
2012年4月1日にチュンソフトを存続会社にして、スパイクを消滅会社とする吸収合併を行いスパイク・チュンソフトとなる。
なお、同じドワンゴ傘下の企業ニワンゴが運営しているニコニコ動画に積極的に広告を出稿していた。

### 販売ソフト

#### 国内開発タイトル
- 侍道シリーズ
  - 侍
  - 侍道2
  - サムライウエスタン 活劇侍道
  - 侍道3
  - 侍道4
- ファイヤープロレスリングシリーズ
- 爆走デコトラ伝説シリーズ（ヒューマンからの引き継ぎ）
- 喧嘩番長シリーズ
- 忍道シリーズ
- エルヴァンディアストーリー
- フォーメーションサッカー2002
- プリンセスバレリーナ 〜夢見る4人のプリマドンナ〜
- 研修医 天堂独太
- 研修医 天堂独太2 〜命の天秤〜
- ドラゴンボールZ Sparking!シリーズ
  - ドラゴンボールZ Sparking!
  - ドラゴンボールZ Sparking! NEO
  - ドラゴンボールZ Sparking! METEOR
- ドラゴンボール タッグバーサス
- ドラゴンボール レイジングブラストシリーズ
- ご当地検定DS
- 伊東家の食卓DS
- 脳内エステ IQサプリDS
- 脳内エステ IQサプリDS2
- 東京フレンドパークII 決定版 ～みんなで挑戦! 体感アトラクション～
- くるくる◇プリンセスシリーズ
  - くるくる◇プリンセス 〜フィギュアできらきら☆氷のエンジェル〜
  - くるくる◇プリンセス 〜夢のホワイト・カルテット〜
  - くるくる◇プリンセス 〜ときめきフィギュア☆めざせ!バンクーバー〜
- クイズ&タッチけんさく 虫図鑑DS 〜虫をさがそう・しらべよう〜
- 一度は読んでおきたい日本文学100選
- ゴルフ・ナビゲーターシリーズ
- RS 〜ライディング スピリッツ〜シリーズ
  - RS 〜ライディング スピリッツ〜
  - RSII 〜ライディング スピリッツ2〜
- キングオブコロシアムシリーズ
- Michigan
- ネクロネシア
- ルパン三世 ザ・マスターファイル（1996年（平成8年）/セガサターン対応/「株式会社みずき」時代にリリース）
- HARD LUCK
- ダンガンロンパ 希望の学園と絶望の高校生
- ガチトラ! 〜暴れん坊教師 in High School〜
- 428 〜封鎖された渋谷で〜（PS3、PSP版のみ）
- CONCEPTION 俺の子供を産んでくれ!
- Racingroovy

#### 海外ローカライズ
- Atlantis（フランス語版）
- Driver 潜入!カーチェイス大作戦
- トゥルー・クライム 〜ニューヨークシティ〜
- コマンドス ストライク・フォース
- メジャーリーグベースボール 2K6
- X-MEN THE OFFICIAL GAME
- Prey
- サイフォンフィルター
- PURSUIT FORCE ～大追跡～
- コール オブ デューティ3
- アーバンカオス
- トニー・ホーク プロジェクト8
- 爆走コンボイ伝説～男花道アメリカ浪漫～
- Hitman: Blood Money
- The Elder Scrolls IV: Oblivion
- トゥームレイダーシリーズ
  - トゥームレイダー: レジェンド
  - トゥームレイダー: アニバーサリー
  - トゥームレイダー: アンダーワールド
- HAZE
- KANE&LYNCH: DEAD MEN
- ステート・オブ・エマージェンシー リベンジ
- Battlestations: Midway
- Battlestations: Pacific
- Bioshock
- レッドファクション:ゲリラ
- Wanted: Weapons of Fate
- The Darkness
- Double Clutch
- セイクリッド 2
- METRO 2033
- スパイクワールドセレクション（2K SPORTSの北米向けゲームソフトを説明書のみ日本語化したもの）
  - NBA 2K9
  - NHL 2K9
  - MLB 2K9
- Dragon Age: Origins
- V-Rally
  - V-Rally EDITION 99
  - V-Rally 2 チャンピオンシップエディション
- コリン・マクレー ザ・ラリー
- コリン・マクレー ザ・ラリー2
- WTC〜ワールド・ツーリングカー・チャンピオンシップ〜
- WRC II〜EXTREME〜
- WRC3
- WRC4
- WRC 4 FIA ワールドラリーチャンピオンシップ
- 電光石火 ミクロランナー〜マニアック博士の秘策〜
- RIDING SPIRITS II
- マッドワールド（海外での発売元はセガ）
- HEART OF DARKNESS

## ビデオソフト部門
世界ラリー選手権のDVDをコンビニエンスストアでも販売していた。「スパイクドラゴン」というレーベルで香港映画のDVDを製作・販売していたが2002年（平成14年）2月頃に同事業から撤退した。
以下に、当レーベルからリリースされた映画のタイトルを抜粋して記す。
- 香港ラブストーリー　夫婦前妻
- 片腕ドラゴン
- スパルタンX
- サイクロンZ
- Mr.BOO!
- Mr.Boo!ギャンブル大将
- Mr.Boo!インベーダー作戦
- 悪漢探偵
- 悪漢探偵2
- オカルト・ブルース
- 悪漢探偵V 最後のミッション
- 燃えよデブゴン4 ピック・ポケット!
- ドラゴンへの道
- ドラゴン危機一発
- ブルース・リーの生と死
- オバケだよ!全員集合
- ロイヤルトランプ
- キング・オブ・カンフー
- フル・ブラッド
- セブンス・カース
- 黒猫
- 黒猫2
- 上海エキスプレス
- チャイニーズ・ゴースト・ストーリー3
- メガフォース
- タイガー刑事
- ゴースト・タクシー

以下は事業からの撤退によりリリースされなかった。
- タイガー刑事2
- 皇帝密使
- スペクターX
- アムステルダム・キス
- アーロン・クウォック 風よさらば
- コイサンマン キョンシーアフリカにいく
- ドラゴンロード
- ハイ・ロード
- 霊幻百鬼
- 霊幻道士5
- ネイキッド・キラー
- 死亡の塔（VHSビデオのみ）

## ブラウザゲーム
ニワンゴの系列企業という点を活かし、ニコニコ動画のアカウントで利用ができるゲームサイトのニコゲーを、2010年9月14日にサービスを開始したが、開始から7か月後の2011年4月27日を以って閉鎖された。